# Augustenborg, Danmark

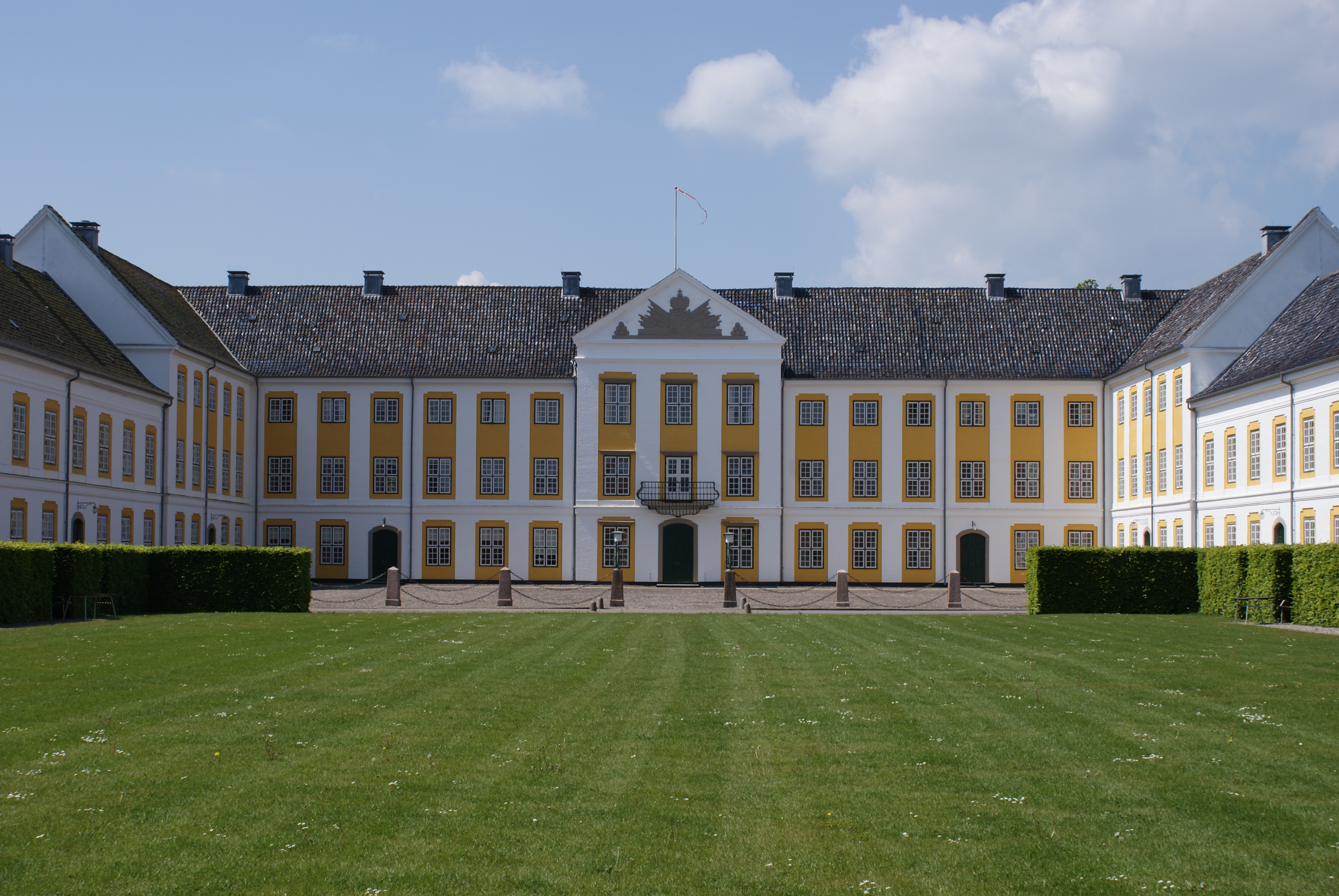
Augustenborgs slott.

Augustenborg (tyska: Augustenburg) är en tätort i Sønderborgs kommun i Region Syddanmark i Danmark. Tätorten har 3 184 invånare (2024). Den ligger på ön Als, cirka 7 kilometer nordost om Sønderborg. Augustenborg var centralort i Augustenborgs kommun fram till kommunreformen 2007. Orten har vuxit fram runt Augustenborgs slott.